# Metzgeria alpina
Metzgeria alpina là một loài Rêu trong họ Metzgeriaceae. Loài này được J.J. Engel & R.M. Schust. mô tả khoa học đầu tiên năm 1988.